# Александар Солжењицин
Александар Солжењицин (рус. Александр Исаевич Солженицын, Кисловодск, 11. децембар 1918 — Москва, 3. август 2008) био је руски писац, драматург, историчар и академик. Добитник је Нобелове награде за књижевност 1970. године. Био је члан Руске академије наука (од 1997. године) и Српске академије наука и уметности (од 1994. године).

## Биографија
Студирао на Физичко—математичком факултету у Ростову на Дону, ванредно и у Институту за историју, филозофију и књижевност у Москви. Након напада нацистичке Немачке на Совјетски Савез добровољно се пријавио у војску, где је напредовао од обичнога војника до заповедника артиљеријске бригаде. Године 1945. је, због писама у којима је индиректно критиковао Стаљина, ухапшен као официр совјетске војске у Источној Пруској, те осуђен и заточен у сибирском логору, од 1953. у прогонству у средњој Азији. Након рехабилитације 1956. учитељ у Рјазању.
Добитник је Нобелове награде за књижевност 1970, чија је литература обележена искуством из сибирских логора у којима је провео девет година. На робију је одведен 1945. право с фронта. Прогањан је и касније, чак му је одузето и држављанство, па је емигрирао 1974, вративши се у отаџбину после две деценије. У децембру 1998. одбио је највиши државни Орден светог апостола Андреја Првозваног, којим га је одликовао председник Борис Јељцин. Приповетком „Један дан Ивана Денисовича“ у књижевност је увео тему Стаљинових логора, оставши јој веран у највећем делу опуса. На основу емигрантског искуства у западној Европи и у САД, испољио је јавни презир према вулгарном материјализму Запада. Остала дела: приповетка „Матрјонини дани“, романи „У кругу првом“, „Одељење за рак“, „Август Четрнаесте“, „Црвени точак“, „Русија у провалији“, критичка аутобиографија „Борио се шут с рогатим“, драме „Гозба победника“, „Заробљеници“, „Република Рада“, „Светлост која је у теби“, публицистичка дела „Лењин у Цириху“, „Два века заједно I-II“, сценарији „Тенкови знају истину“, ‘Паразит’.

## Дело
Солжењицин је најистакнутије име књижевног отпора совјетском тоталитаризму. Познатим га је учинила приповетка „Један дан Ивана Денисовича“, 1962, која се темељи на опису „обичног“ дана „обичног“ Руса у логорском заточеништву. Тема је до тада била табуизирана, али је прича показала и стилско умеће писца који се ослонио на традицију руске класичне прозе (Лав Толстој, Фјодор Достојевски). Умеће фабулације огледало се затим у „Догађају на станици Кречетовка“ (1963), а оријентација на „сеоску прозу“ у стилу и идеологији у новели „Матрјонини дани“ (1963), цртици о напаћеној сеоској жени која и у позамашној беди зна очувати високе моралне квалитете.
Врхунац првога раздобља су романи „Одељење за рак“ (1968), и „Први круг“ (1968), који су кружили у преписима, а објављени су први пут у иностранству. „Одељење за рак“ је полуаутобиографски (бивши затвореник, искуство у одељењу за туморе у ташкентској болници) роман који уз средишњи лик Костогутова даје низ портрета совјетских бирократа, лекара и медицинског особља и разних пацијената. Истовремено дирљив љубавни роман (или – роман о нереализованој љубави), сатира на постстаљинистичку епоху и студија о људском понашању у екстремној ситуацији смртоносне болести, тај велики роман је у најбољим традицијама руске класике која људскошћу и животношћу превазилази савремена јој остварења западноевропске и америчке приповедне уметности. „Први круг“ (асоцијација на први, „привилеговани“ круг Дантеовога пакла) рекреира пишчево искуство првих година затвора, када је радио у Шарашки, научно-техничкој установи за логораше научнике. Главни лик, Гљеб Нержин, опет је утелотворење самог аутора, а приказане су и неке друге особе које су играле важну улогу у Солжењициновом животу (његова прва жена, пријатељ Лев Копељев, руско-жидовски комунистички „верник“, по струци германиста, дан у лику Лева Рубина). Многобројне нити овога дела имају тематску сродност с претходним делом: сатира је присутна на свим нивоима, а посебно у саркастичном портрету Стаљина, морална кушња у мешавини претњи и заводљивих понуда затворских власти. Реалистички је приказан живот изван логора за научнике и у њему. Но, као и претходни роман, и ово Солжењициново дело успева да понови чудо руске класичне прозе коју је Томас Ман не без разлога прозвао „светом“: веру у победу храбрости и величину људскости, која је укорењена у хришћанском поимању битно спиритуалног достојанства људског бића.
Након романескних остварења, уследила је документарна, али и дубоко лична оптужба совјетског система концентрационих логора, „Архипелаг Гулаг“, (1973-75), велико тротомно дело темељено на преплитању личних искустава и мноштва писама, белешки и осталих докумената које је писац добијао од бивших сапатника, а која су скупљена и обрађена у околностима крајње конспиративности. Та је уништавајућа оптужба совјетскога система за пропаст и смрт милиона људи сломила и последње комунистичке апологете на Западу.
Брежњевљев СССР није могао поднети ни идеју да се о табуизованој теми пише, па је Солжењицин ухапшен и протеран из Совјетског Савеза. Најпре је живео у Швајцарској, затим у САД (Вермонт), да би се у 1990-им вратио у Русију, гдје је дочекан и као идеолог руске нације. У егзилу је настао низ романа који следе у руској књижевној свести опстали узор, Толстојев „Рат и мир“, и ревидирају историјски модел какав су наметнули бољшевици, с гледишта руске нације, и то од „Августа четрнаесте“, 1971, проширено 1983, преко „Октобра шеснаесте“, 1984. и „Марта седамнаесте“, 1986. до „Априла седамнаесте“, 1991. Заједнички им је наслов: „Црвени точак“. И док у концепцији „историјске епопеје“ Солжењицин следи Толстоја, дотле њену структуру настоји модернизовати: сам своја дела назива „полифоничним“ (Бахтинов појам за романе Достојевског), чему одговара различитост фрагмената од којих се у чвор (узел) целине везују фабуле о људским судбинама (претежно руских официра; ратни противници, Немци, остају углавном изван текста), документарни умеци, лирске дигресије. Језик је архаичан и кореспондира с намерама очигледним у његовом „Руском речнику језичног проширивања“ (1995) – у смеру староруског лексика. Солжењицин је на тај начин истовремено модернизовао прозу (мешавина документарности, приказа историјских особа, исечака из штампе слична је поступцима у делу Џона Дос Пасоса, док је употреба временских скокова и преплитање стилова и жанрова подсећа на Фокнера), а језичном архаизацијом је остварио посебну патину која не иде за моделом језичних игара карактеристичних за стерилност постмодернизма, него јој је сврха регенерација руског националнога бића у огледалу пишчевог дела.
Важнија су му публицистичка дела: „Како да преуредимо Русију“ (1991), „Руско питање крајем XX века“, (1994), „Два века заједно“, (2003). Како у иностранству, тако по повратку у Русију након слома комунистичкога система, Солжењицин је често донекле површно етикетиран као руски православни националиста, антисемита, антикатолички бигот, мрзитељ Запада, апологет царизма и славјанофилски ксенофоб. Солжењицин је порицао оптужбе анти-семитизма.
По свеукупном делу Солжењицин је један од најзначајнијих прозаиста 20. века, писац који је истовремено наставио традиције класичне руске приповедне прозе, најпре Толстоја, но иновиравши је низом поступака карактеристичних за европски модернизам. Иронија која прати његово дело је и последица различитог животнога искуства и погледа на свет у односу на већину савременика који су живели или живе у нормалнијим и лагоднијим животним условима: у доба када је стварао свој најопсежнији и најамбициознији прозни циклус, „Црвени точак“, светском књижевношћу је доминирао (и још доминира) понешто тривијалнији приступ уметничком делу, уозбиљен у постмодернистичким фикцијама Умберта Ека, Томаса Панчона или Салмана Руждија. Писац као пророк је анахронизам, и већина неспоразума између Солжењицина и његових критичара проистиче из сукоба непомирљивих погледа на свет о човековом животу и судбини.
Његове „Приче” преведене су на српски језик.

### Биографије
- Burg, David; Feifer, George (1972). Solzhenitsyn: A Biography. New York: Stein & Day.
- Glottser, Vladimir; Chukovskaia, Elena (1998). Слово пробивает себе дорогу: Сборник статей и документов об А. И. Солженицыне (Slovo probivaet sebe dorogu: Sbornik statei i dokumentov ob A. I. Solzhenitsyne), 1962–1974 [The word finds its way: Collection of articles and documents on AI Solzhenitsyn] (на језику: руски). Moscow: Russkii put'.
- Korotkov, AV; Melchin, SA; Stepanov, AS (1994). Кремлевский самосуд: Секретные документы Политбюро о писателе А. Солженицыне (Kremlevskii samosud: Sekretnye dokumenty Politburo o pisatele A. Solzhenitsyne) [Kremlin lynching: Secret documents of the Politburo of the writer Alexander Solzhenitsyn] (на језику: руски). Moscow: Rodina.
- ———; Melchin, SA; Stepanov, AS (1995).  Scammell, Michael, ур. The Solzhenitsyn Files. Catherine A. Fitzpatrick (tr.). Chicago: Edition q.
- Labedz, Leopold, ур. (1973). Solzhenitsyn: A Documentary Record. Bloomington: Indiana University.
- Ledovskikh, Nikolai (2003). Возвращение в Матренин дом, или Один день' Александра Исаевича (Vozvrashchenie v Matrenin dom, ili Odin den' Aleksandra Isaevicha) [Return to Matrenin house, or One Day' Aleksandr Solzhenitsyn] (на језику: руски). Riazan': Poverennyi.
- Ostrovsky Alexander (2004). Солженицын: прощание с мифом (Solzhenitsyn: Farewell to the myth) Архивирано на веб-сајту  (24. август 2019) – Moscow: «Yauza», Presscom.  5-98083-023-5
- Pearce, Joseph (2001). Solzhenitsyn: A Soul in Exile. Grand Rapids, MI: Baker Books.
- Reshetovskaia, Natal'ia Alekseevna (1975). В споре со временем (V spore so vremenem) [In a dispute over time] (на језику: руски). Moscow: Agentsvo pechati Novosti.
- ——— (1975). Sanya: My Husband Aleksandr Solzhenitsyn. Elena Ivanoff transl. Indianapolis: Bobbs-Merrill.

### Референтни радови
- Askol'dov, Sergei Alekseevich; Struve, Petr Berngardovich;  . (1918). Из глубины: Сборник статей о русской революции (Iz glubiny: Sbornik statei o russkoi revoliutsii) [From the depths: Collection of articles on the Russian Revolution] (на језику: руски). Moscow: Russkaia mysl'.
- ———; Struve, Petr Berngardovich (1986).  Woehrlin, William F, ур. De Profundis [Out of the Depths]. William F. Woehrlin (tr.). Irvine, CA: C Schlacks, Jr.
- Barker, Francis (1977). Solzhenitsyn: Politics and Form. New York: Holmes & Meier.
- Berdiaev, Nikolai A; Bulgakov, SN; Gershenzon, MO;  . (1909). Вехи: Сборник статей о русской интеллигенции (Vekhi: Sbornik statei o russkoi intelligentsii) [Milestones: Collection of articles on the Russian intelligentsia] (на језику: руски). Moscow: Kushnerev.
- ———; Bulgakov, SN; Gershenzon, MO;  . (1977).  Shragin, Boris; Todd, Albert, ур. Landmarks: A Collection of Essays on the Russian Intelligentsia. Marian Schwartz transl. New York: Karz Howard.
- Bloom, Harold, ур. (2001). Aleksandr Solzhenitsyn, Modern Critical Views. Philadelphia: Chelsea House.
- Brown, Edward J (1982), „Solzhenitsyn and the Epic of the Camps”, Russian Literature Since the Revolution, Cambridge, MA: Harvard University, стр. 251—91.
- Daprà, Veronika (1991), AI Solzhenitsyn: The Political Writings, Università degli Studi di Venezia; Prof. Vittorio Strada, Dott. Julija Dobrovol'skaja.
- Ericson, Edward E jr (1980). Solzhenitsyn: The Moral Vision. Grand Rapids, MI: Eerdmans.
- ——— (1993). Solzhenitsyn and the Modern World. Washington, DC: Regnery Gateway.
- Feuer, Kathryn, ур. (1976). Solzhenitsyn: A Collection of Critical Essays. Englewood Cliffs, NJ: Prentice-Hall.
- Golubkov, MM (1999). Aleksandr Solzhenitsyn. Moscow: MGU.
- Klimoff, Alexis (1997). One Day in the Life of Ivan Denisovich: A Critical Companion. Evanston, IL: Northwestern University Press.
- Kodjak, Andrej (1978). Alexander Solzhenitsyn. Boston: Twayne.
- Krasnov, Vladislav (1979). Solzhenitsyn and Dostoevsky: A Study in the Polyphonic Novel. Athens, GA: University of Georgia Press.
- Kopelev, Lev (1983). Ease My Sorrows: A Memoir. Antonina W. Bouis transl. New York: Random House.
- Anatoly Livry, « Soljénitsyne et la République régicide », Les Lettres et Les Arts, Cahiers suisses de critique littéraire et artistiques, Association de la revue Les Lettres et les Arts, Suisse, Vicques, 2011, pp. 70–72. http://anatoly-livry.e-monsite.com/medias/files/soljenitsine-livry-1.pdf
- Lydon, Michael (2001), „Alexander Solzhenitsyn”, Real Writing: Word Models of the Modern World, New York: Patrick Press, стр. 183—251.
- Mahoney, Daniel J (2001), Aleksandr Solzhenitsyn: The Ascent From Ideology, Rowman & Littlefield.
- ——— (2002), „Solzhenitsyn on Russia's 'Jewish Question”, Society, стр. 104—09.
- Mathewson, Rufus W jr (1975), „Solzhenitsyn”, The Positive Hero in Russian Literature, Stanford, CA: Stanford University Press, стр. 279—340
- McCarthy, Mary (16. 9. 1972), „The Tolstoy Connection”, Saturday Review, стр. 79—96
- „Special Solzhenitsyn issue”, Modern Fiction Studies, 23, пролеће 1977.
- Nivat, Georges (1980). Soljénitsyne [Solzhenitsyn] (на језику: French). Paris: Seuil.
- ——— (2009), Le phénomène Soljénitsyne [The Solzhenitsyn phenomenon] (на језику: French), Fayard
- Nivat; Aucouturier, Michel, ур. (1971). Soljénitsyne [Solzhenitsyn] (на језику: French). Paris: L'Herne.
- Panin, Dimitri (1976). The Notebooks of Sologdin. John Moore transl. New York: Harcourt Brace Jovanovich.
- Pogadaev, Victor A (2008), „Solzhenitsyn: Tanpa Karyanya Sejarah Abad 20 Tak Terbayangkan” [Solzhenitsyn: Without History of the 20th Century His work Unimaginable], Pentas (на језику: Indonesian), Kuala Lumpur, 3 (4), стр. 60—63.
- Pontuso, James F (1990). Solzhenitsyn's Political Thought. Charlottesville: University of Virginia Press.
- ——— (2004), Assault on Ideology: Aleksandr Solzhenitsyn's Political Thought (2nd изд.), Lanham, MD: Lexington Books, ISBN 978-0-7391-0594-8.
- Porter, Robert (1997). Solzhenitsyn's One Day in the Life of Ivan Denisovich. London: Bristol Classical.
- Remnick, David (14. 2. 1994), „The Exile Returns”, New Yorker, стр. 64—83.
- Rothberg, Abraham (1971). Aleksandr Solzhenitsyn: The Major Novels. Ithaca, NY: Cornell University.
- Shneerson, Mariia (1984). Александр Солженицын: Очерки творчества (Aleksandr Solzhenitsyn: Ocherki tvorchestva) [Alexander Solzhenitsyn: Essays on Art] (на језику: руски). Frankfurt & Moscow: Posev.
- Shturman, Dora (1988). Городу и миру: О публицистике АИ Солженицына (Gorodu i miru: O publitsistike AI Solzhenitsyna) [Urbi et Orbi: About journalism. AI Solzhenitsyn] (на језику: руски). Paris & New York: Tret'ia volna.
- Solzhenitsyn, Aleksandr;  . (1980).  Berman, Ronald, ур. Solzhenitsyn at Harvard: The Address, Twelve Early Responses, and Six Later Reflections. Washington, DC: Ethics & Public Policy Center.
- ——— (1975).  Dunlop, John B; Haugh, Richard; Klimoff, Alexis, ур. Critical Essays and Documentary Materials. New York & London: Collier Macmillan.
- ——— (1985).  Dunlop, John B; Haugh, Richard; Nicholson, Michael, ур. In Exile: Critical Essays and Documentary Materials. Stanford: Hoover Institution.
- Toker, Leona (2000), „The Gulag Archipelago and The Gulag Fiction of Aleksandr Solzhenitsyn”, Return from the Archipelago: Narrative of Gulag Survivors, Bloomington: Indiana University Press, стр. 101—21, 188—209
- Tolczyk, Dariusz (1999), „A Sliver in the Throat of Power”, See No Evil: Literary Cover-Ups and Discoveries of the Soviet Camp Experience, New Haven, CT & London: Yale University Press, стр. 253—310
- Transactions, 29, The Association of Russian-American Scholars in the USA, 1998.
- Urmanov, AV (2003). Творчество Александра Солженицына: Учебное пособие (Tvorchestvo Aleksandra Solzhenitsyna: Uchebnoe posobie) [Creativity Alexander Solzhenitsyn: A Tutorial] (на језику: руски). Moscow: Flinta/Nauka.
- Urmanov, AV, ур. (2003), Один деньь Ивана Денисовича АИ Солженицына. Художественный мир. Поэтика. Культурный контекст (Odin den' Ivana Denisovicha. AI Solzhenitsyna: Khudozhestvennyy mir. Poetika. Kul'turnyy kontekst) [One den of Ivan Denisovich. AI Solzhenitsyn: Art world. Poetics. Cultural context] (на језику: руски), Blagoveshchensk: BGPU.
- Tretyakov, Vitaly (2. 5. 2006). „Aleksandr Solzhenitsyn: 'Saving the Nation Is the Utmost Priority for the State'”. The Moscow News. Архивирано из оригинала 27. 5. 2006. г.